# Guttigadus latifrons
Guttigadus latifrons är en fiskart som först beskrevs av Holt och Byrne, 1908.  Guttigadus latifrons ingår i släktet Guttigadus och familjen Moridae. Inga underarter finns listade i Catalogue of Life.